# 菅沼千紗
菅沼千紗（日语：／ Suganuma Chisa，7月29日—）是日本的女性聲優，大阪府出身。賢Production所屬。

## 人物
AMUSEMENT MEDIA綜合學院大阪校聲優藝人學科的畢業生。在2013年度的畢業典禮上獲得AMG娛樂賞。

## 演出作品
※粗體字為主要角色。

### 電視動畫
2014年
- 宇宙兄弟
- 幕末Rock

2017年
- 烙印勇士 第2期（漢娜、村人）
- 我的女友是個過度認真的處女bitch（女學生）

2018年
- 我的英雄學院 第3期（布偶貓[3]）
- KIRA KIRA HAPPY★ 打開吧！見習神仙精靈（宮古堇）

2019年
- 花牌情緣3（學生）
- 我的英雄學院 第4期（店員）

2020年
- 花牌情緣3（女子選手、女子）
- 我的英雄學院 第4期（布偶貓、女童）
- 哆啦A夢（賣火柴的小女孩）

2021年
- SK∞（女大學生）
- 舞伎家的料理人（舞妓）
- 月與萊卡與吸血公主（女兒、少女）

2022年
- 舞動不止（女學生D）
- 寶可夢 旅途（トリア）
- 盛開的阿斯諾特莉亞 吸！（ヘルファウスト）
- 我的英雄學院 第6期（布偶貓）

2024年
- 偶像大師 閃耀色彩（田中摩美美[4]）
- 我的英雄學院 第7期（布偶貓）
- 偶像大師 閃耀色彩 2nd season（田中摩美美[5]）

### 劇場版動畫
2015年
- Go！Princess 光之美少女 Go！Go！！豪華三部曲！！！（妖精、住民們）

2019年
- 生日幻境（女孩子）
- 我的英雄學院劇場版：英雄新世紀

### 遊戲
2017年
- 真夜中聖殿（紅之少女[6]）

2018年
- c（田中摩美美[7]）

2020年
- 8 beat Story♪ (Type_ID - 貝兒)[8]

2022年
- Crash Fever(貝里蓮・J)

2024年
- 蔚藍檔案(鹿山令女)

### 外語配音
- 急凍殺手（貝蒂）
- 透明家庭（女學生）

### 廣播
- 岩田光央·鈴村健一 Sweet Ignition ※助手[2]

### 其他
- AMG計劃大阪公演Vol.4《愛麗絲夢遊仙境》（愛麗絲[9][1]）
- 八月的獵戶座（海、舞者）[1]

## 音樂CD

### 角色歌
| 發售日   | 商品名稱                                                                           | 演唱名義   | 歌曲                                                                | 備註                              |
| 2018年   | 2018年                                                                             | 2018年     | 2018年                                                              | 2018年                            |
| -------- | ---------------------------------------------------------------------------------- | ---------- | ------------------------------------------------------------------- | --------------------------------- |
| 06月6日  | THE IDOLM@STER SHINY COLORS BRILLI@NT WING 01「Spread the Wings!!」                | 閃耀色彩   | 「Spread the Wings!!」 「Multicolored Sky」                         | 遊戲《偶像大師 閃耀色彩》主題曲   |
| 08月1日  | THE IDOLM@STER SHINY COLORS BRILLI@NT WING 03                                      | L'Antica   | 「」(Babel City Grace) 「幻惑SILHOUETTE」 「Spread the Wings!!」    | 遊戲《偶像大師 閃耀色彩》相關歌曲 |
| 12月19日 | THE IDOLM@STER SHINY COLORS SE@SONAL WINTER                                        | 閃耀色彩   | 「SNOW FLAKES MEMORIES」 「Let's get a chance」                     | 遊戲《偶像大師 閃耀色彩》相關歌曲 |
| 2019年   |                                                                                    |            |                                                                     |                                   |
| 03月9日  | THE IDOLM@STER SHINY COLORS SOLO COLLECTION -1stLIVE FLY TO THE SHINY SKY-         | 田中麻美美 | 「」(Babel City Grace)                                              | 遊戲《偶像大師 閃耀色彩》相關歌曲 |
| 04月10日 | THE IDOLM@STER SHINY COLORS FR@GMENT WING 01                                       | 閃耀色彩   | 「Ambitious Eve」 「 Shiny Days」                                   | 遊戲《偶像大師 閃耀色彩》相關歌曲 |
| 06月12日 | THE IDOLM@STER SHINY COLORS FR@GMENT WING 03                                       | L'Antica   | 「Ambitious Eve」 「NEO THEORY FANTASY」 「」(Labyrinth Resistance) | 遊戲《偶像大師 閃耀色彩》相關歌曲 |
| 08月18日 | THE IDOLM@STER SHINY COLORS SOLO COLLECTION -SUMMER PARTY 2019-                    | 田中麻美美 | 「幻惑SILHOUETTE」                                                  | 遊戲《偶像大師 閃耀色彩》相關歌曲 |
| 12月18日 | THE IDOLM@STER SHINY COLORS FUTURITY SMILE                                         | 閃耀色彩   | 「FUTURITY SMILE」 「Spread the Wings!!」                           | 遊戲《偶像大師 閃耀色彩》相關歌曲 |
| 2020年   |                                                                                    |            |                                                                     |                                   |
| 02月12日 | THE IDOLM@STER SHINY COLORS SWEET♡STEP                                             | 閃耀色彩   | 「SWEET♡STEP」 「Multicolored Sky」                                 | 遊戲《偶像大師 閃耀色彩》相關歌曲 |
| 03月21日 | THE IDOLM@STER SHINY COLORS SOLO COLLECTION -SPRING PARTY 2020-                    | 田中麻美美 | 「NEO THEORY FANTASY」                                              | 遊戲《偶像大師 閃耀色彩》相關歌曲 |
| 04月8日  | THE IDOLM@STER SHINY COLORS GR@DATE WING 01                                        | 閃耀色彩   | 「」(Shinography) 「Dye the sky.」                                  | 遊戲《偶像大師 閃耀色彩》相關歌曲 |
| 07月29日 | THE IDOLM@STER SHINY COLORS SOLO COLLECTION -2ndLIVE STEP INTO THE SUNSET SKY-     | 田中麻美美 | 「」(Labyrinth Resistance)                                          | 遊戲《偶像大師 閃耀色彩》相關歌曲 |
| 10月31日 | THE IDOLM@STER SHINY COLORS SOLO COLLECTION -MUSIC DAWN-                           | 田中麻美美 | 「SNOW FLAKES MEMORIES」                                            | 遊戲《偶像大師 閃耀色彩》相關歌曲 |
| 11月4日  | THE IDOLM@STER SHINY COLORS GR@DATE WING 03                                        | 閃耀色彩   | 「Black Reverie」 「「純白」(純白Traumerei) 「」(Shinography)       | 遊戲《偶像大師 閃耀色彩》相關歌曲 |
| 2021年   |                                                                                    |            |                                                                     |                                   |
| 02月17日 | THE IDOLM@STER SHINY COLORS COLORFUL FE@THERS -Luna-                               | Team.Luna  | 「」(Reflect Sign)                                                  | 遊戲《偶像大師 閃耀色彩》相關歌曲 |
| 02月17日 | THE IDOLM@STER SHINY COLORS COLORFUL FE@THERS -Luna-                               | 田中麻美美 | 「」                                                                | 遊戲《偶像大師 閃耀色彩》相關歌曲 |
| 04月24日 | THE IDOLM@STER SHINY COLORS SOLO COLLECTION -3rdLIVE TOUR PIECE ON PLANET / TOKYO- | 田中麻美美 | 「Black Reverie」                                                   | 遊戲《偶像大師 閃耀色彩》相關歌曲 |

### 團體成員
1. 1 2 3 4 5 6 7   櫻木真乃（關根瞳）、風野燈織（近藤玲奈）、八宮巡（峯田茉優）、月岡戀鐘（礒部花凜）、三峰結華（成海瑠奈）、白瀨咲耶（八卷安奈）、田中摩美美（菅沼千紗）、幽谷霧子（結名美月）、桑山千雪（芝崎典子）、大崎甘奈（黑木穗乃香）、大崎甜花（前川涼子）、小宮果穗（河野日和）、西城樹里（永井真里子）、有栖川夏葉（涼本秋穗）、杜野凜世（丸岡和佳奈）、園田智代子（白石晴香）、芹澤朝日 (田中有紀)、黛冬優子 (幸村惠理)、和泉愛依 (北原沙彌香)、淺倉透(和久井優)、樋口圓香(土屋李央)、福丸小系(田嶌紗蘭)、市川雛菜(岡咲美保)
2. 1 2  月岡戀鐘（礒部花凜）、三峰結華（成海瑠奈）、白瀨咲耶（八卷安奈）、田中摩美美（菅沼千紗）、幽谷霧子（結名美月）
3. ↑   風野燈織（近藤玲奈）、三峰結華（成海瑠奈）、田中摩美美（菅沼千紗）、幽谷霧子（結名美月）、大崎甜花（前川涼子）、杜野凜世（丸岡和佳奈）、和泉愛依 (北原沙彌香)、福丸小系(田嶌紗蘭)

## 外部連結
- 事務所官方簡歷 （页面存档备份，存于）（日語）
- 菅沼千紗的X（前Twitter）（日語）
- Theatre.TRAP 罠日記（個人BLOG） （页面存档备份，存于）（日語）